# Calosota nitens
Calosota nitens är en stekelart som beskrevs av Askew 2006. Calosota nitens ingår i släktet Calosota och familjen hoppglanssteklar.
Artens utbredningsområde är Spanien. Inga underarter finns listade.